# Avro Vulcan
Die Avro 698 Vulcan war ein vierstrahliger strategischer Bomber aus britischer Produktion, der in der Zeit des Kalten Krieges bei der Royal Air Force (RAF) im Einsatz war.

## Entwicklung

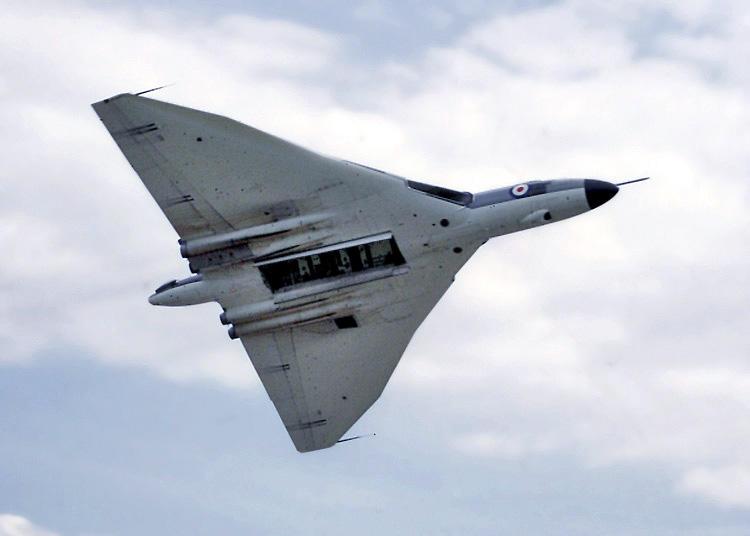
Avro 698 Vulcan mit geöffnetem Bombenschacht

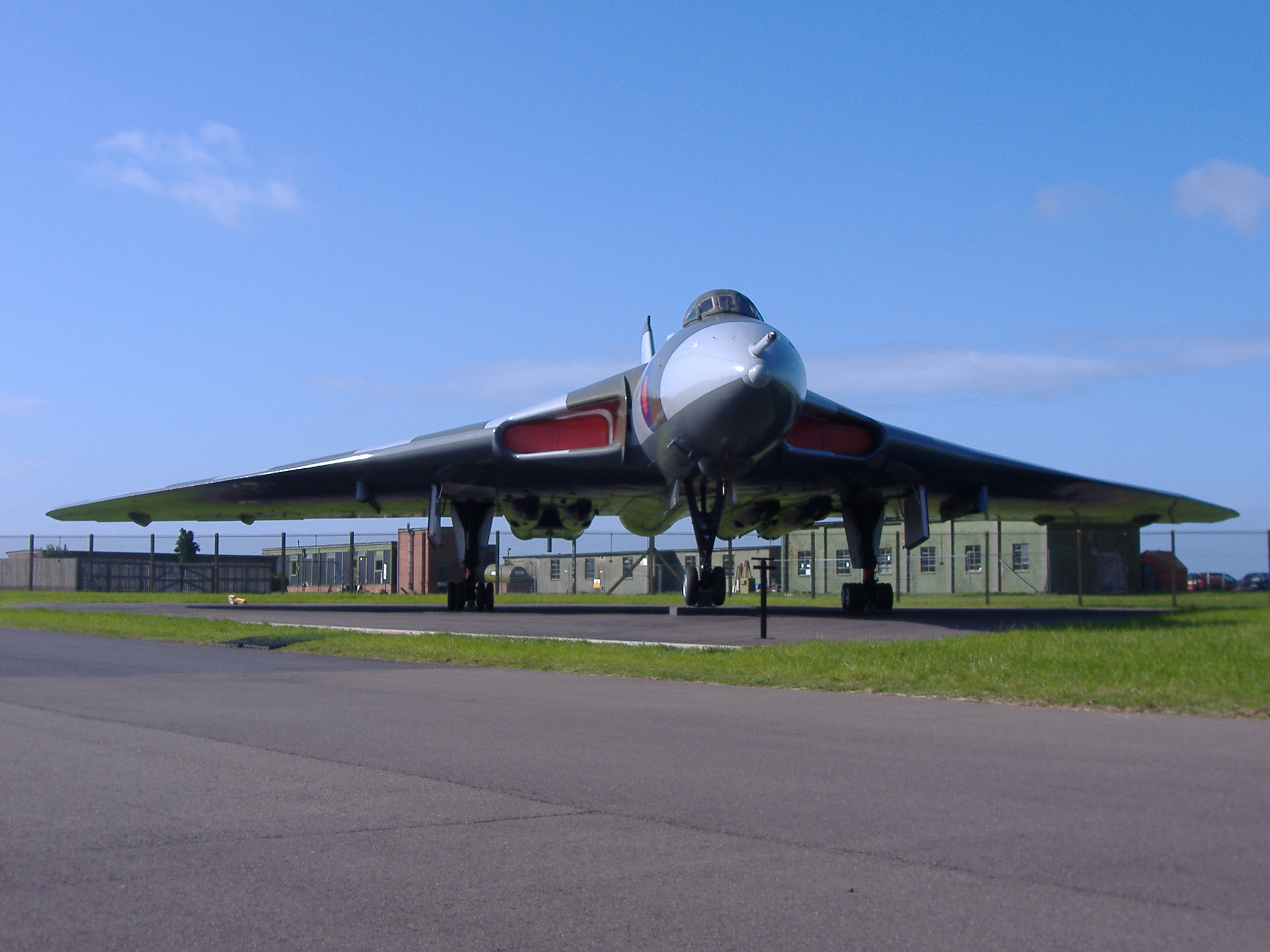
Avro XM607

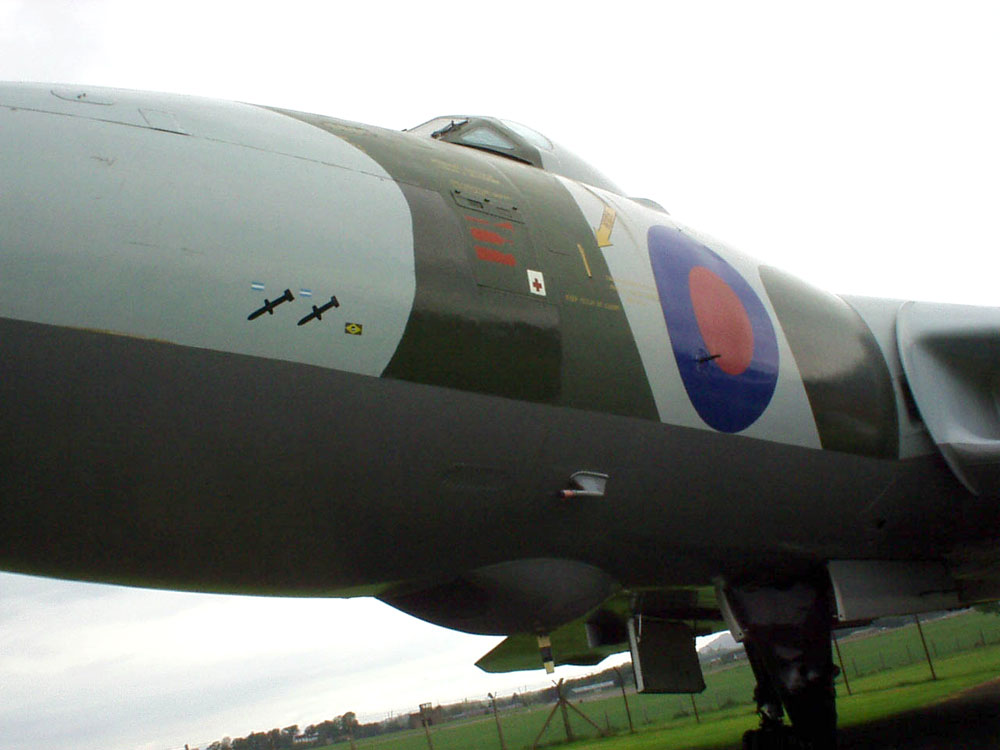
Avro XM597 mit den Einsatzzeichen des Falklandkriegs

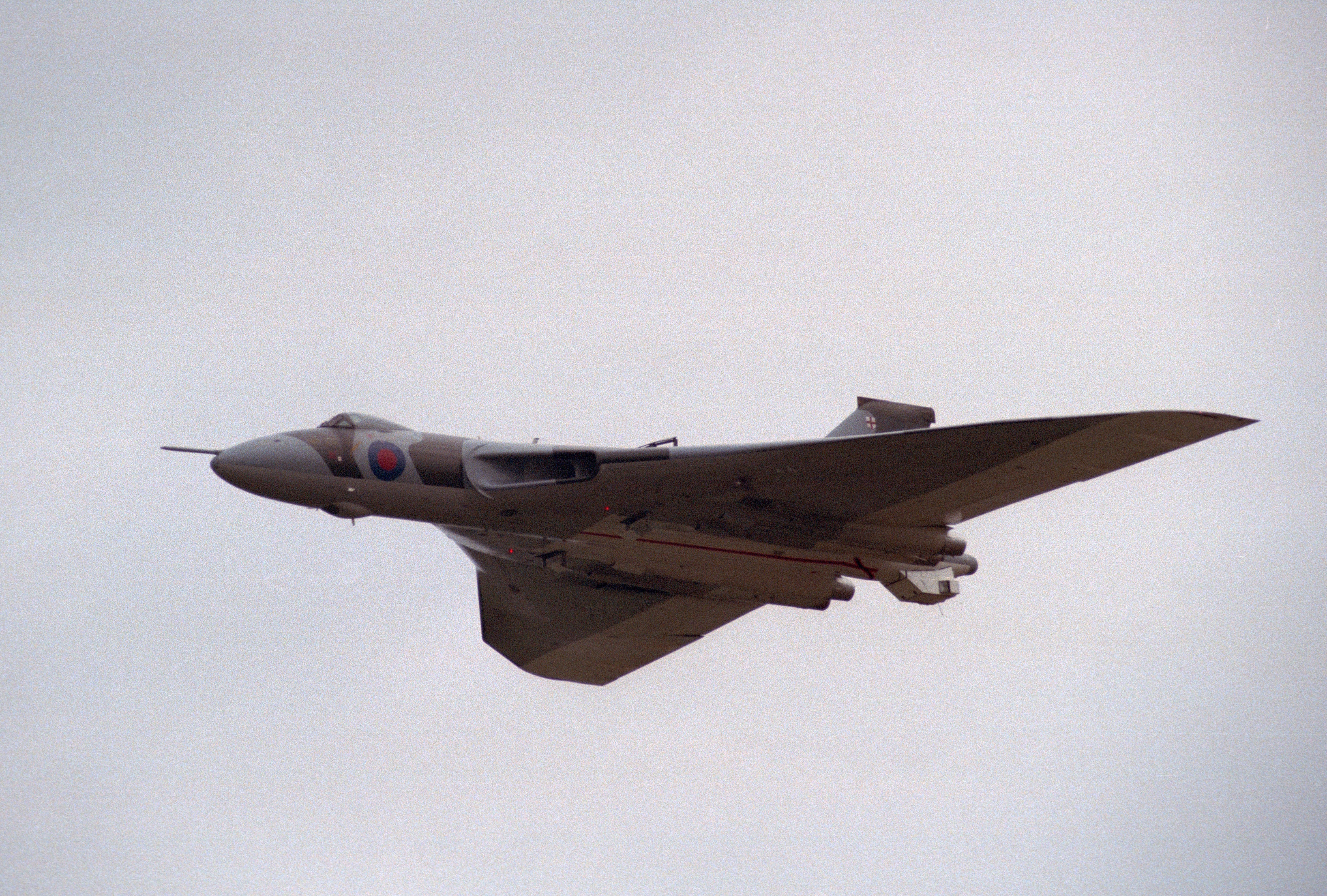
Die zum Tanker umgebaute Vulcan XH560

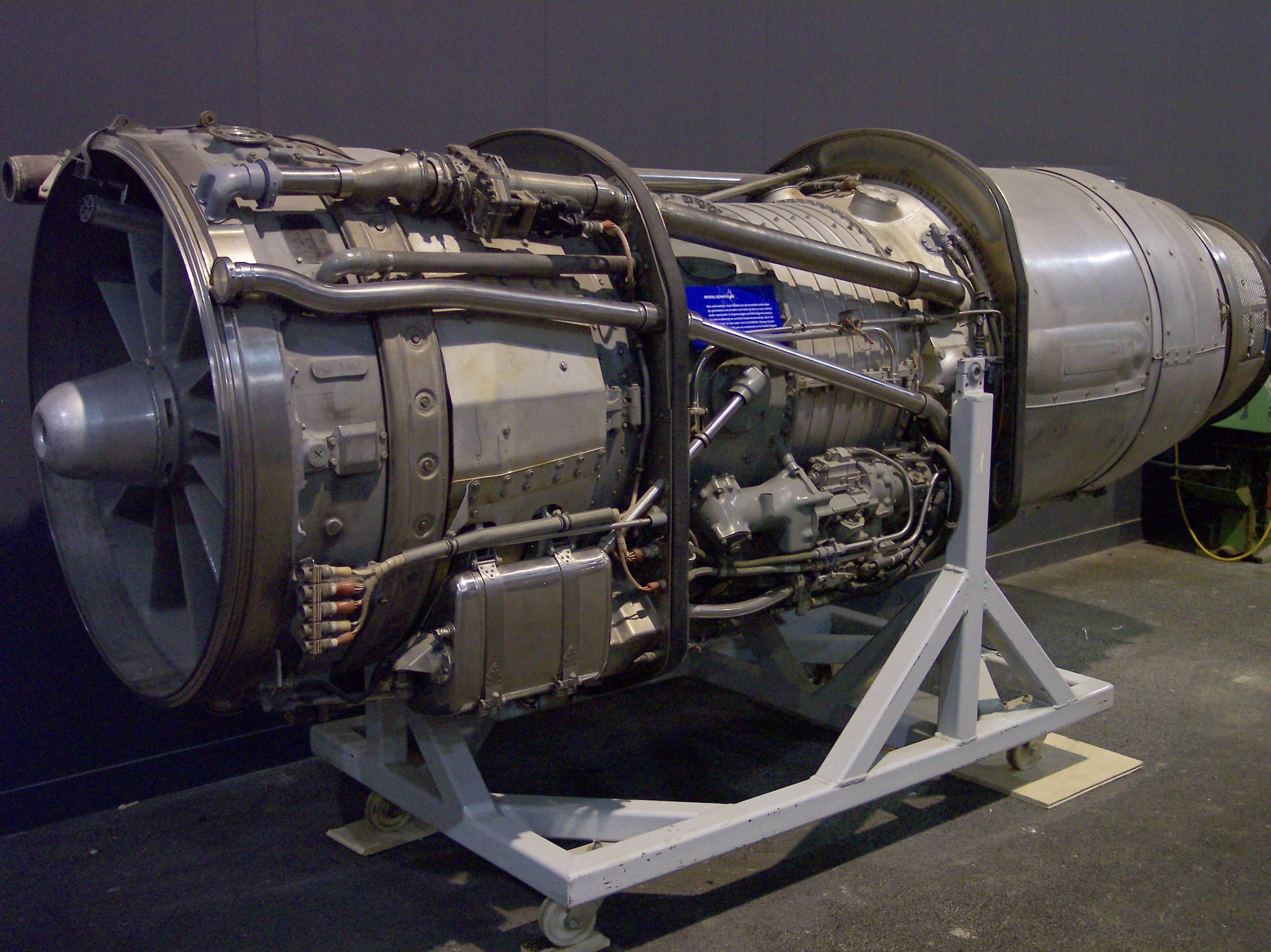
Das Bristol-Olympus-Triebwerk

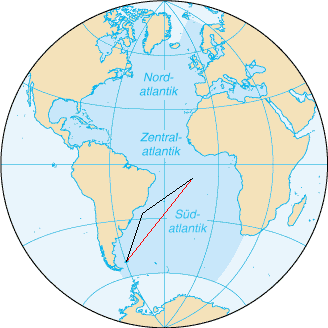
Operation Black Buck

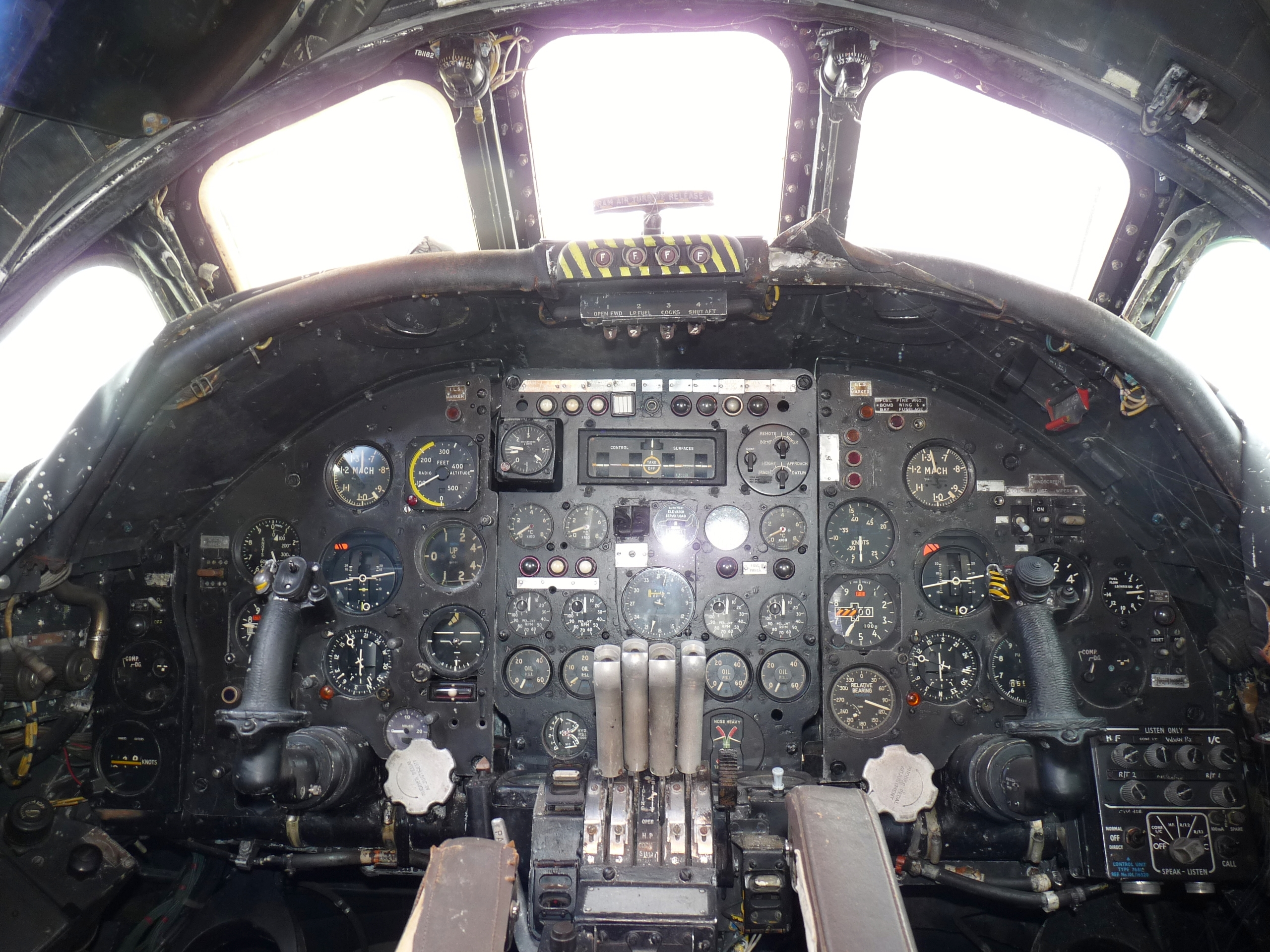
Cockpit einer Vulcan B.2MRR

Als einer der drei V-Bomber (Vulcan, Valiant und Victor) der britischen Atomstreitmacht konnte die Vulcan des Herstellers Avro 21 konventionelle 454-kg-Bomben oder nukleare Kampfmittel auf 16.800 Metern Höhe befördern und übertraf damit für einige Jahre die maximale Bekämpfungshöhe gegnerischer Boden-Luft-Raketen. Als Flugabwehrraketen später diese Höhe erreichen konnten, wurde die Vulcan zur Bombardierung aus geringen Flughöhen umgerüstet. Dazu waren eine Blue-Steel-Luft-Boden-Mittelstreckenrakete oder konventionelle Bomben vorgesehen, ferner die AGM-48 Skybolt.
Da Avro bei der Entwicklung dieses Flugzeuges, des letzten militärischen Musters dieses Unternehmens, bisher nicht erprobte aerodynamische Merkmale einbrachte, wurden zunächst drei Maschinen im Maßstab 1:3 gebaut und getestet, die intern als Avro 707 bezeichnet wurden.
Ein besonderes Merkmal des Bombers waren die riesigen Deltatragflächen ohne separates Höhenleitwerk. In sie waren Strahltriebwerke – die dem Modell enorme Reichweite und Nutzlast verliehen – sowie große Lufteinlässe in den Flügelwurzeln integriert. Eine große knollenförmige Gondel, die im Zuge einer Umrüstung im Jahre 1961 am Heck der Flugzeuge angebracht wurde, enthielt Ausrüstung für elektronische Abwehrmaßnahmen (ECM), um feindliche Luft-Abwehr-Raketen abzuschütteln.
Der Erstflug des ersten (VX-770) der beiden Prototypen fand am 30. August 1952 statt. Zu dieser Zeit waren vier Rolls-Royce-Avon-RA.3-Triebwerke mit jeweils 2.948 kp Schub eingebaut. Danach folgten in dieser Maschine schrittweise stärkere Triebwerke, zunächst Armstrong Siddeley Sapphire mit je 3.629 kp Schub, später Rolls-Royce Conway R.Co 7 mit 67 kN (6.832 kp) Schub. Am 14. September 1958 ging der erste Prototyp VX-770 bei einem Unfall während einer Flugschau auf der RAF-Basis Syerston verloren. Der zweite Prototyp (VX-777) startete im September 1953 erstmals, ausgerüstet mit Triebwerken des Typs Bristol Olympus Mk. 100, die 41,16 kN Schub lieferten.
Die erste Serienmaschine Vulcan B.Mk 1 startete am 4. Februar 1955 zum Erstflug.
Nach den ersten Flügen stellte man fest, dass es bei höheren g-Belastungen zu Schüttelreaktionen kommen konnte. So wurde der ursprünglich durchgängig gerade gepfeilte Deltaflügel modifiziert; die Pfeilung zwischen dem Flächenansatz und der halben Spannweite wurde reduziert und dadurch zwei verschiedene Pfeilungswinkel eingebaut.
Die B.Mk 2 hatte am 31. August 1957 ihren Erstflug. Sie wies eine nochmals geänderte Tragflächengeometrie mit kombinierten Höhen- und Querrudern, eine Luftbetankungsanlage und eine APU auf.
Eine Maschine diente als fliegender Teststand für die erweiterte Version des Olympus-Triebwerks, das man für das Überschallpassagierflugzeug Concorde vorgesehen hatte.
Seit den 1960er-Jahren wurde erkannt, wie wichtig die Formgebung eines Flugzeugs im Hinblick auf gegnerische Radarerkennung ist. Die Vulcan erschien trotz ihrer Größe sehr schlecht auf den Radarschirmen und entschwand der Radarkontrolle durch ihre geringe Radarsignatur gelegentlich gänzlich. Sie kann als früher Vertreter der Tarnkappenflugzeuge angesehen werden. Daher eignete sie sich auch besser für Tiefflugeinsätze als ihre Schwester-V-Bomber. Auch ihre kompakte und stabile Konstruktion kam diesem Einsatzprofil entgegen und hob die Vulcan vorteilhaft von den anderen V-Bombern ab.
Die Vulcan war äußerst gut zu manövrieren und hatte im Flug eher die Eigenschaften eines Jägers als die eines schweren Bombers. Auch ihre Steigfähigkeit lag über der vergleichbarer Flugzeugtypen ihrer Zeit.
Die Maschinen wurden im Laufe der Zeit mehrfach modernisiert. So wurden stärkere Triebwerke und modernere ECM-Systeme eingebaut. Ab 1974 wurde sie nach und nach ausgemustert, wobei die letzten Maschinen noch bis 1990 als Tankflugzeuge verwendet wurden. Insgesamt wurden bis zum Produktionsende 1965 47 Maschinen der Version B1 und 91 der Version B2 produziert.
Unter der Bezeichnung Avro 722 Atlantic wurden auch ein Truppentransporter und davon die zivile Abwandlung als Passagierjet auf Basis der Vulcan entworfen. Es kam jedoch nicht zu einer Umsetzung dieser Pläne.

## Truppendienst
Die Umschuleinheit, die 230. Operational Conversion Unit, in RAF Waddington erhielt im Februar 1957 ihre ersten Exemplare und die erste Einsatzstaffel, die ebenfalls in Waddington liegende 83. Squadron, im Juli desselben Jahres. Neben der strategischen Rolle wurden Vulcans auch konventionell bewaffnet und kamen 1982 beim Falklandkrieg zum Einsatz (siehe nächster Abschnitt). Nach dem kompletten Zulauf besaß das RAF Bomber Command neun Einsatzstaffeln. Die Flugzeuge waren auf insgesamt sechs Standorten stationiert (siehe weiter unten).

## Einsätze
Der erste und einzige Kriegseinsatz der ursprünglich für die nukleare Abschreckung gegenüber der Sowjetunion vorgesehenen Vulcan war die Operation Black Buck (schwarzer Bock) – die Bombardierung von Port Stanley auf den Falklandinseln im Jahre 1982. Es war der bis dahin hinsichtlich der zurückgelegten Strecke längste Bombereinsatz in der Geschichte der Luftfahrt.
Zwei der fünf eingesetzten Maschinen führten außerdem Einsätze zur Unterdrückung der feindlichen Luftabwehr durch, bei denen statt der Bomben US-amerikanische AGM-45-Shrike-Raketen mitgeführt wurden. Diese Rakete wurde beim zweiten Versuch erfolgreich gegen eine argentinische Radarstation in Port Stanley eingesetzt, nachdem die Vulcan mehrmals ihr Wegfliegen vortäuschte, bis die ausgeschaltete Station wieder eingeschaltet wurde und der Sender wieder abstrahlte. Nach dem Erhalt des Radarsignales konnte die Shrike gegen dieses Ziel abgefeuert werden. Zum Anbau der Shrike wurde an der Vulcan jeweils ein Extrapylon unter jeder Tragfläche installiert.
Während dieses Krieges wurden auch einige Vulcan zu Tankern umgebaut.

## Verbleib
Die letzten Vulcans wurden im März 1984 außer Dienst gestellt. Sie waren aufgrund ihrer mittlerweile vergleichsweise geringen Geschwindigkeit, des erhöhten Materialverschleißes im Tiefflug (für den sie nicht konstruiert waren), der zu großen Besatzung und der neuen Tiefflugrolle selbst – der entgegenstand, dass nur die Piloten Schleudersitze hatten, die anderen drei Mitglieder der Bordbesatzung waren ohne – nicht mehr zeitgemäß. Gerade bei Tiefflugeinsätzen hätten im Notfall nur die Piloten eine Überlebenschance gehabt, nicht jedoch die drei Mitglieder der Bordbesatzung. Ursprünglich war die Vulcan als Höhenflugzeug konzipiert, sodass im Notfall die Besatzung per Fallschirm das Flugzeug verlässt und der Kommandant mit seinem Copiloten pflichtgemäß bis zum Schluss an Bord bleibt, um noch – so möglich – einen kontrollierten Absturz mit entsprechender Havarie über unbewohntem Gebiet in die Wege zu leiten, um sich dann in sehr geringer Höhe per Schleudersitz am Ende selbst in Sicherheit zu bringen.
Letztendlich wurden die Maschinen ausgemustert und die entsprechenden Staffeln mit dem neuen Panavia Tornado ausgerüstet.
Von den drei V-Bombern war die Vulcan die letzte Maschine, die als Bomber ausgemustert wurde, nur die Victor blieb länger im Dienst, kam jedoch schon früher nur noch als Tankflugzeug zum Einsatz.
Lediglich eine Maschine wurde von der Royal Air Force noch bis 1993 für Flugvorführungen genutzt. Diese Vulcan mit dem Kennzeichen XH558 wurde später von der Vulcan to the Sky Trust erworben, die sich das Ziel gesetzt hatte, die Maschine flugfähig zu restaurieren. Der erste Flug des restaurierten Flugzeugs war am 18. Oktober 2007 in Bruntingthorpe. Am Steuer saß Testpilot Al McDicken, assistiert von David Thomas. Als drittes Besatzungsmitglied in der Position des Air Electronics Officer (AEO) war Barry Maserfield an Bord, ein Teilnehmer an der „Black Buck“-Mission.
Die XH558 war damit von 2007 bis 2016 von 18 erhaltenen Vulcans die einzige in flugfähigem Zustand. Sie wurde vom Betreiberverein bis zum 28. Oktober 2015 bei Flugshows gezeigt.
Die unten verlinkte Webseite „Thunder & Lightning“ enthält in der Rubrik „Survivors“ eine Übersicht aller erhaltenen Vulcans.

## Versionen
Großbritannien hatte 136 Maschinen im Einsatz:
- Vulcan B.1/A: erste Serienversion mit Olympus MK101, -102 oder -104-Triebwerken – B.Mk1A mit neuen EloKa-Geräten
- Vulcan B.2: Version mit verbesserten Tragflächen und verbesserten Triebwerken Olympus MK201 oder 301 zum Träger für den Blue-Steel-Marschflugkörper
- Vulcan B.2MRR: (Marine Radar Reconnaissance) Aufklärungsversion
- Vulcan K.2: Tankflugzeug, umgerüstet 1982

## Militärische Nutzung
Vereinigtes Königreich
- Royal Air Force

### Stationierungsorte
- RAF Akrotiri, Januar 1969 bis Januar 1975 (9. und 35. Squadron)
- RAF Coningsby, März 1962 bis November 1964 (9., 12. und 35. Squadron)
- RAF Cottesmore, November 1964 bis Februar 1969 (9. und 35. Squadron)
- RAF Finningley, October 1957 bis Juni 1961 (101. Squadron)
- RAF Scampton, Mai 1958 bis Dezember 1981 (27., 35., 83. und 617. Squadron)
- RAF Waddington, Mai 1956 bis März 1984 (9., 44., 50., 83. und 101. Squadron, 230. Operational Conversion Unit)

## Zwischenfälle
Vom Erstflug 1952 bis zum Betriebsende 2015 kam es mit Avro Vulcan zu 21 Totalschäden von Flugzeugen. Bei 11 davon kamen 47 Menschen ums Leben.

## Technische Daten

Dreiseitenriss der Vulcan B. Mk.2

| Kenngröße             | Daten der Vulcan B. Mk.2                                                                        |
| --------------------- | ----------------------------------------------------------------------------------------------- |
| Besatzung             | 5                                                                                               |
| Länge                 | 30,40 m                                                                                         |
| Spannweite            | 33,80 m                                                                                         |
| Höhe                  | 8,20 m                                                                                          |
| Flügelfläche          | 368,20 m²                                                                                       |
| Flügelstreckung       | 3,1                                                                                             |
| max. Startmasse       | 90.800 kg (77.200 kg, B.1)                                                                      |
| Antrieb               | 4 × Turbojet-Strahltriebwerke Rolls-Royce Olympus Mk301 mit je 88,9 kN Schub                    |
| Höchstgeschwindigkeit | 1038 km/h in 12.000 m Höhe                                                                      |
| Dienstgipfelhöhe      | 19.810 m                                                                                        |
| Reichweite            | 7.400 km                                                                                        |
| Avionik               | H2S-Radar, Navigations- und Bombenzielrechner, Heck-Warnradar, Doppler-Radar, TACAN, ECM-Geräte |

## Bewaffnung

### Außenlasten
Kampfmittel bis zu 10.000 kg an zwei Außenlaststationen unter den Tragflächen
Luft-Boden-Marschflugkörper
- 1 × Avro Blue Steel (Rakete mit nuklearem 1,1-MT-Sprengsatz)
- 2 × Douglas AGM-48 Skybolt (ALBM mit nuklearem 1-MT-Sprengsatz)

Luft-Boden-Lenkflugkörper
- 2 × Hawker Siddeley (BAe) & Matra AS.37 „Martel“, Anti-Radar-Lenkflugkörper
- 2 × LAU-118-Startschienen für je 2 × Texas Instruments AGM-45A/B „Shrike“, Anti-Radar-Lenkflugkörper (erst zur Operation „Black Buck“)

Zusatzbehälter
- 1 × AN/ALQ-101(V)-10-Elektronikstörbehälter

### Bombenschacht
Kampfmittel bis zu 9.500 kg in einem zentralen internen Waffenschacht
Ungelenkte Bomben
- 21 × Royal Ordnance GP Mk. IV (1.000-lb-/454-kg-Freifallbombe) in drei Aufhängevorrichtungen (Clips)[8] Von Avro wurde anscheinend auch eine Vorrichtung zur Aufnahme von je 10 Bomben entwickelt.[9] Ob eine Vulcan tatsächlich damit ausgerüstet wurde, ist aber nicht nachweisbar.
- 2 × „Blue Danube“ QR.1001 (Freifallbombe mit nuklearem 10-kt-Sprengsatz)
- 2 × „Mk. 5“-Nuklearbombe (Freifallbombe mit nuklearem 60-kt-Sprengsatz)
- 2 × „Red Beard“ Bomb Aircraft HE 2.000 lb MC Mk.2 (Freifallbombe mit nuklearem 25-kt-Sprengsatz)
- 2 × „Yellow Sun Mk.2“ Bomb Aircraft 7.250 lb (Freifallbombe mit nuklearem 400-kt-Sprengsatz)
- 2 × WE.177B (fallschirmverzögerte Freifallbombe mit nuklearem 450-kt-Sprengsatz)

## Trivia
Bekannt wurde die Vulcan weltweit auch durch den James-Bond-Film Feuerball, in dem eine Verbrecherorganisation die Maschine entführt und wassern lässt, um zwei Atombomben zu entwenden.